# Шадкинское сельское поселение
Шадкинское се́льское поселе́ние — муниципальное образование в Тюлячинском районе Татарстана Российской Федерации.
Административный центр — село Шадки.

## История
Статус и границы сельского поселения установлены Законом Республики Татарстан от 31 января 2005 года № 43-ЗРТ «Об установлении границ территорий и статусе муниципального образования "Тюлячинский муниципальный район" и муниципальных образований в его составе».

## Население
| 2010 | 2011 | 2012 | 2013 | 2014 | 2015 | 2016 |
| ---- | ---- | ---- | ---- | ---- | ---- | ---- |
| 862  | →862 | ↘840 | →840 | ↘819 | ↘799 | ↘779 |
| 2017 | 2018 |      |      |      |      |      |
| ↘766 | ↘759 |      |      |      |      |      |

## Состав сельского поселения
| № | Населённый пункт  | Тип населённого пункта       | Население |
| - | ----------------- | ---------------------------- | --------- |
| 1 | Большие Меретяки  | деревня                      |           |
| 2 | Верхние Меретяки  | деревня                      |           |
| 3 | Удельные Меретяки | деревня                      |           |
| 4 | Шадки             | село, административный центр |           |